# جولريز سروري
جولريز سروري (بالتركية: Gülriz Sururi)‏ (24 يوليو 1929 - 31 ديسمبر 2018) ممثلة مسرحية.
مثلت جولريز سروري لأول مرة في عام 1942 في قسم الأطفال بمسرح مدينة إسطنبول. تعد جولريز سروري ابنة شقيق علي سروري الممثل السينمائي الشهير. وفي عام 1955 بدأت جولريز التمثيل في فرقة معمر كاراجا. وفي عام 1960 انتقلت إلى مسرح دورمان. وفي عام 1961 حازت على جائزة إلهان إسكندر كأفضل ممثلة عن دورها في مسرحية «إيرما فتاة الشارع» حيث أنها مثلتها بينما كانت في فرقة معمر كاراجا. وفي عام 1962 أسست مع إنجين جيزار مسرح «جولريز سروري – إنجين جيزار». وفي عام 1966 حازت مرة أخرى على جائزة أفضل ممثلة عن دورها في مسرحية «القصدير». وفي العام نفسه إختارها اتحاد المرأة التركية كسيدة العام. وفي عام 1971 حازت للمرة الثالثة على جائزة أفضل ممثلة عن دورها في مسرحية «القماش الهندي». ألفت جولريز سروري مسرحية باسم «طريق ضيق طويل» وقامت بتمثيلها وهي إحدى المسرحيات التي تمثلها الفرقة حتى الآن مع محمد أكان خلال 1979 – 1980. وخلال أعوام 1982 – 1983 حازت جولريز سروري على جائزة أفني ديليجيل كأفضل ممثلة بنقد إديث بياف في المسرحية الموسيقية «عصفور الرصيف» وحازت أيضاً على جائزة ألتان أرتميس بجمعية الصحفيين بأزمير وجائزة سوبر ستار المسرح التركي لعام 1983 بجريدة ميليت. رسمت جولريز سروري نماذج ناجحة للغاية في جميع أعمالها بتمثيلها الرقيق من الدراما للكوميديا وللمسرحيات الموسيقية. وبخلاف تمثيلها قد ساهمت جولريز كمخرجة في المسرحيات التركية. وكانت جولريز تذيع برنامج «على غرار لونا» برنامج الطعام الأول في عام 1990 والجدير بالذكر دائماً. وتعمل الفنانة حالياً مع «فرقة كونتشينالار». وحققت جولريز سروري نجاح كبير بمسرحية «بدأنا من الصفر» حيث أنها أنتجتها وأخرجتها بنفسها.
وفي عام 1998 منحتها وزارة الثقافة لقب فنان الدولة.

## المسرحيات التي قامت ببطولتها
- لدي ما سأقوله لكم: جولريز سروري – مسرح جولريز سروري – إنجين جيزار – 1997
- عصفور الرصيف: بشار سابنجو – مسرح شان – 1983
- كباريه: جو ماستيروف – مسرح جولريز – إنجين جيزار – 1963
- ملحمة كيشكانلي علي: خالدون تانر ج مسرح جولريز سروري – إنجين جيزار – 1963
- إيرما فتاة الشارع: ألكسندر بريفورت\ مارجريت مونوت – مسرح دورمان – 1961
- ما يسمى بالملائكة: مسرح دورمان – 1959

## المسرحيات التي أنتجتها
- النصيب (مسرحية): مسرح الدولة بأضنة
- البيئة الفوسفورية (مسرحية موسيقية): مسرح الدولة بأنقرة
- بدأنا من الصفر: فرقة كونتشينالار
- النصيب (مسرحية)

## الفرق المسرحية
- فرقة كونتشينالار

## كتبها
- أحد من السيف وأرق من الشعر (مذكرة)، كتاب الطبيعية، إسطنبول، 1978
- نحن النساء (مقالة)، منشورات ديشبانيك، إيست، 1987
- فلتأتي اللحظة (مذكرة)، كتاب الطبيعة، إيست، 2003
- في الشوارع التي لم أدخلها (قصة)، كتاب الطبيعة، إيست، 2003
- من مطبخ جولريز (طعام)، كتاب الطبيعة، 2003
- أحبك (رواية)، كتاب الطبيعة، إيست، 2004

## روابط خارجية
- جولريز سروري على موقع IMDb (الإنجليزية)
- جولريز سروري على موقع قاعدة بيانات الفيلم (الإنجليزية)